# Gore Ionescu
Gore Ionescu (n. 1902, Teiș, județul Dâmbovița – d. 29 octombrie 1957, București), pe numele său real Dima Ionescu, a fost un violonist și lăutar român, de etnie romă. A fost unul dintre cei mai cunoscuți și apreciați lăutari din zona Teișului.

## Biografie
S-a născut în 1902 în Teiș, județul Dâmbovița într-o familie de lăutari. Începe de mic să învețe vioara de la tatăl său, remarcându-se rapid în zonă. Culege din împrejurimi piese din repertoriul instrumental de joc, specific județului Dâmbovița, dar și din zonele Argeșului, Oltului, Muscelului, Doljului, Vlașcăi, Banatului, Moldovei și chiar câteva din Transilvania.
„(...) Am colindat țara și Europa cu societățile (asociațiile) de dansuri din București. Am făcut armata la Târgoviște. Până să am 26 de ani am stat numai în Teiș, dar iarna plecam pe la țară, la munte. Am fost pe la Cernăuți. Barem cu horile am colindat toată țara, în orașe n-am stat decât așa, câte două-trei zile. În schimb am fost în Franța, la Nisa, în Italia, în Serbia, tot cu horile românești (...).”
În 1937 participă la Expoziția Universală de la Paris, împreună cu cobzarul Gheorghe Măslină „Vetoi”, unde cântă timp de 14 zile.
Își formează propriul taraf din care mai făceau parte și cobzarii Tudor Marin și Gheorghe Măslină, Ion Puceanu (vioara), Vasile Dumintru (vioară secundă) și Costică N. Dobrică (țambal).
În 1941 este chemat la București să înregistreze pentru arhiva Institutului de Folclor și sunt imprimate 74 de piese dintr-un repertoriu mult mai amplu. Majoritatea pieselor fac parte din repertoriul rural și din repertoriul ritual de nuntă. Printre acele melodii e joc înregistrate se numără: „Ca la Breaza”, „Geamparalele”, „Marioara”, „Petrișorul”, „Zuralia”, „Slănicul”, „Birul”, „Dura”, „Chindia”.
„Cele 74 de piese înregistrate în perioada în care cilindrii de fonograf erau rari, se foloseau cu zgârcenie, dovedesc interesul și aprecierea lui Brăiloiu față de repertoriul lui Gore Ionescu. Spre deosebire de urmașii și fiii lui, Aurel și Victor Gore, care au mers în primul rând pe folclorul urban și de mahala, vocal-instrumental, Gore Ionescu are 99% din repertoriu alcătuit numai din folclor rural.”—Prof. Dr. Marian Lupașcu — etnomuzicolog
Pe 28 iunie 1957 participă la premiera spectacolului de teatru „Rapsodia țiganilor” de Mircea Ștefănescu, asigurând partea muzicală împreună cu taraful său. Din distribuție făcea parte și celebra actriță Tamara Buciuceanu Botez.

## Decesul
Moare la data de 29 octombrie 1957 la București.

## Discografie
- Electrecord 1961: Părul tău cel mătăsos; Mai ții minte puică bine - voce Marin Tudor - Taraful Gore Ionescu (1936)
- Electrecord 1962: Foaie verde matostat; Aseară pe vreme rea - voce Marin Tudor - Taraful Gore Ionescu (1936)

#### Articole biografice
- Dr. Marian Lupașcu, etnomuzicolog: Lăutarul - Gore Ionescu, articol publicat în cotidianul „Jurnalul Național” (14 mai 2007)
- ***: Suflet, strună, vioară, articol publicat în cotidianul „Jurnalul Național” (14 mai 2007)
- ***: Rapsodia țiganilor, articol publicat în cotidianul „Jurnalul Național” (14 mai 2007)